# Poems: Sacred and Secular Written Chiefly at Sea Within the Last Half Century
Poems: Sacred and Secular Written Chiefly at Sea Within the Last Half Century – tomik poetycki angielskiego duchownego i poety, pioniera osadnictwa w Australii Johna Dunmore'a Langa, opublikowany w 1873. Tomik zawiera między innymi poemat oktawą A Voyage to New South Wales; A Poem: Or Extracts from the Diary of an Officer in the East i tłumaczenia psalmów.